# Coudres
Coudres est une commune française située dans le département de l'Eure, en région Normandie.

## Géographie

### Localisation
| Chavigny-Bailleul    | Les Authieux     | Saint-André-de-l'Eure |
| Moisville            | Coudres          | Champigny-la-Futelaye |
| Marcilly-la-Campagne | Illiers-l'Évêque | Lignerolles           |

### Hydrographie
La commune est située dans le bassin Seine-Normandie. Elle est drainée par la Coudanne et le fossé 01 de Gersey,,.
La Coudanne, d'une longueur de 22 km, prend sa source dans la commune de Moisville et se jette  dans l'Avre à Saint-Georges-Motel, après avoir traversé huit communes.

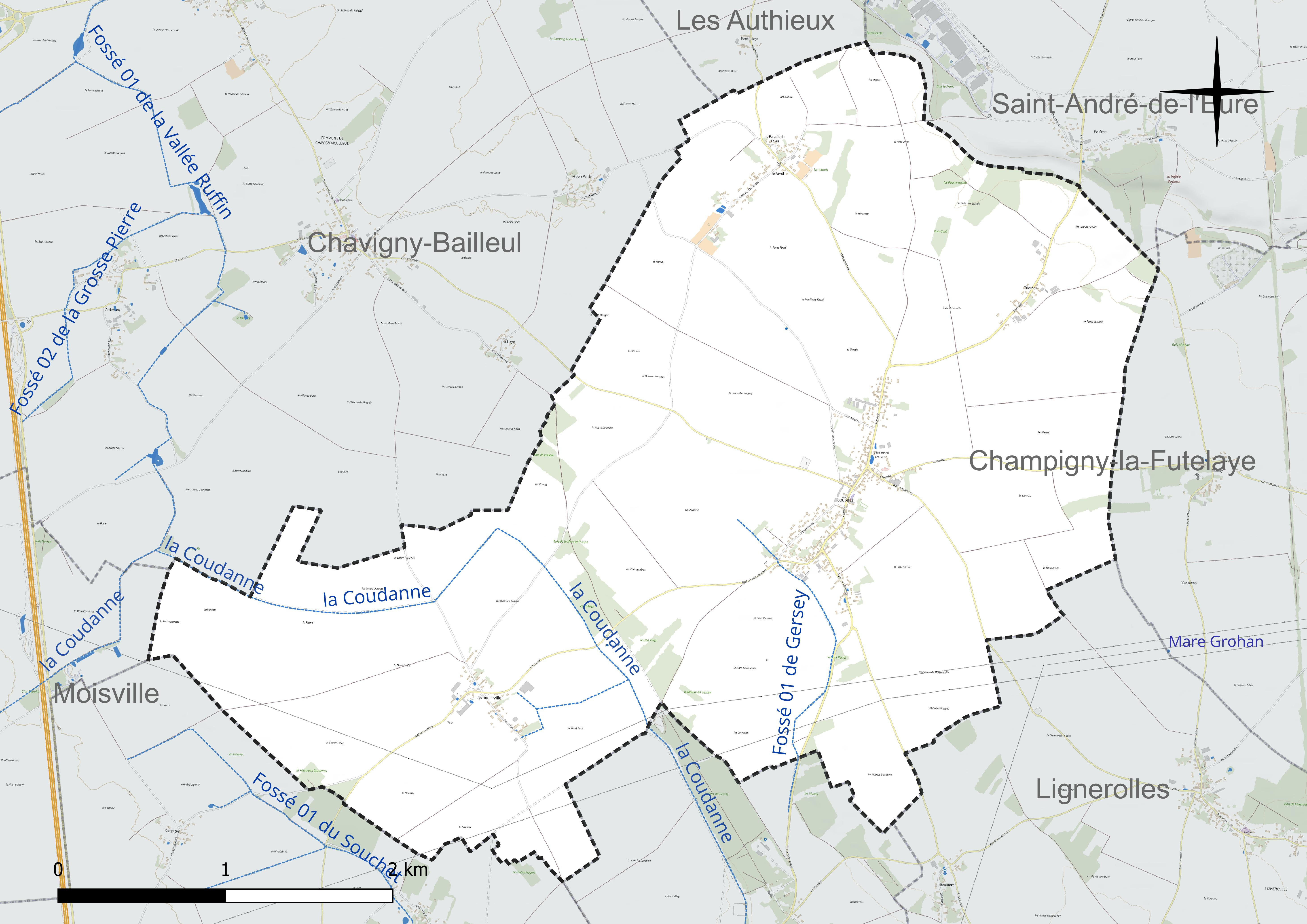
Réseau hydrographique de Coudres.

### Climat
Pour des articles plus généraux, voir Climat de la Normandie et Climat de l'Eure.
En 2010, le climat de la commune est de type climat des marges montargnardes, selon une étude du CNRS s'appuyant sur une série de données couvrant la période 1971-2000. En 2020, Météo-France publie une typologie des climats de la France métropolitaine dans laquelle la commune est exposée à un climat océanique et est dans la région climatique  Sud-ouest du bassin Parisien, caractérisée par une faible pluviométrie, notamment au printemps (120 à 150 mm) et un hiver froid (3,5 °C). Parallèlement le GIEC normand, un groupe régional d’experts sur le climat, différencie quant à lui, dans une étude de 2020, trois grands types de climats pour la région Normandie, nuancés à une échelle plus fine par les facteurs géographiques locaux. La commune est, selon ce zonage, exposée à un « climat des plateaux abrités », correspondant aux plaines agricoles de l’Eure, avec une pluviométrie beaucoup plus faible que dans la plaine de Caen en raison du double effet d’abri provoqué par les collines du Bocage normand et par celles qui s’étendent sur un axe du Pays d'Auge au Perche.
Pour la période 1971-2000, la température annuelle moyenne est de 10,4 °C, avec  une amplitude thermique annuelle de 14,1 °C. Le cumul annuel moyen de précipitations est de 611 mm, avec 10,7 jours de précipitations en janvier et 7,9 jours en juillet. Pour la période 1991-2020, la température moyenne annuelle observée sur la station météorologique la plus proche, située sur la commune de Guichainville à 14 km à vol d'oiseau, est de 11,1 °C et le cumul annuel moyen de précipitations est de 659,6 mm,. Pour l'avenir, les paramètres climatiques de la commune estimés pour 2050 selon différents scénarios d’émission de gaz à effet de serre sont consultables sur un site dédié publié par Météo-France en novembre 2022.

## Urbanisme

### Typologie
Au 1er janvier 2024, Coudres est catégorisée commune rurale à habitat dispersé, selon la nouvelle grille communale de densité à 7 niveaux définie par l'Insee en 2022.
Elle est située hors unité urbaine et hors attraction des villes,.

### Occupation des sols
L'occupation des sols de la commune, telle qu'elle ressort de la base de données européenne d’occupation biophysique des sols Corine Land Cover (CLC), est marquée par l'importance des territoires agricoles (96 % en 2018), une proportion sensiblement équivalente à celle de 1990 (96,4 %). La répartition détaillée en 2018 est la suivante : 
terres arables (91,1 %), zones agricoles hétérogènes (4,9 %), zones urbanisées (2,5 %), forêts (1,5 %). L'évolution de l’occupation des sols de la commune et de ses infrastructures peut être observée sur les différentes représentations cartographiques du territoire : la carte de Cassini (XVIIIe siècle), la carte d'état-major (1820-1866) et les cartes ou photos aériennes de l'IGN pour la période actuelle (1950 à aujourd'hui).

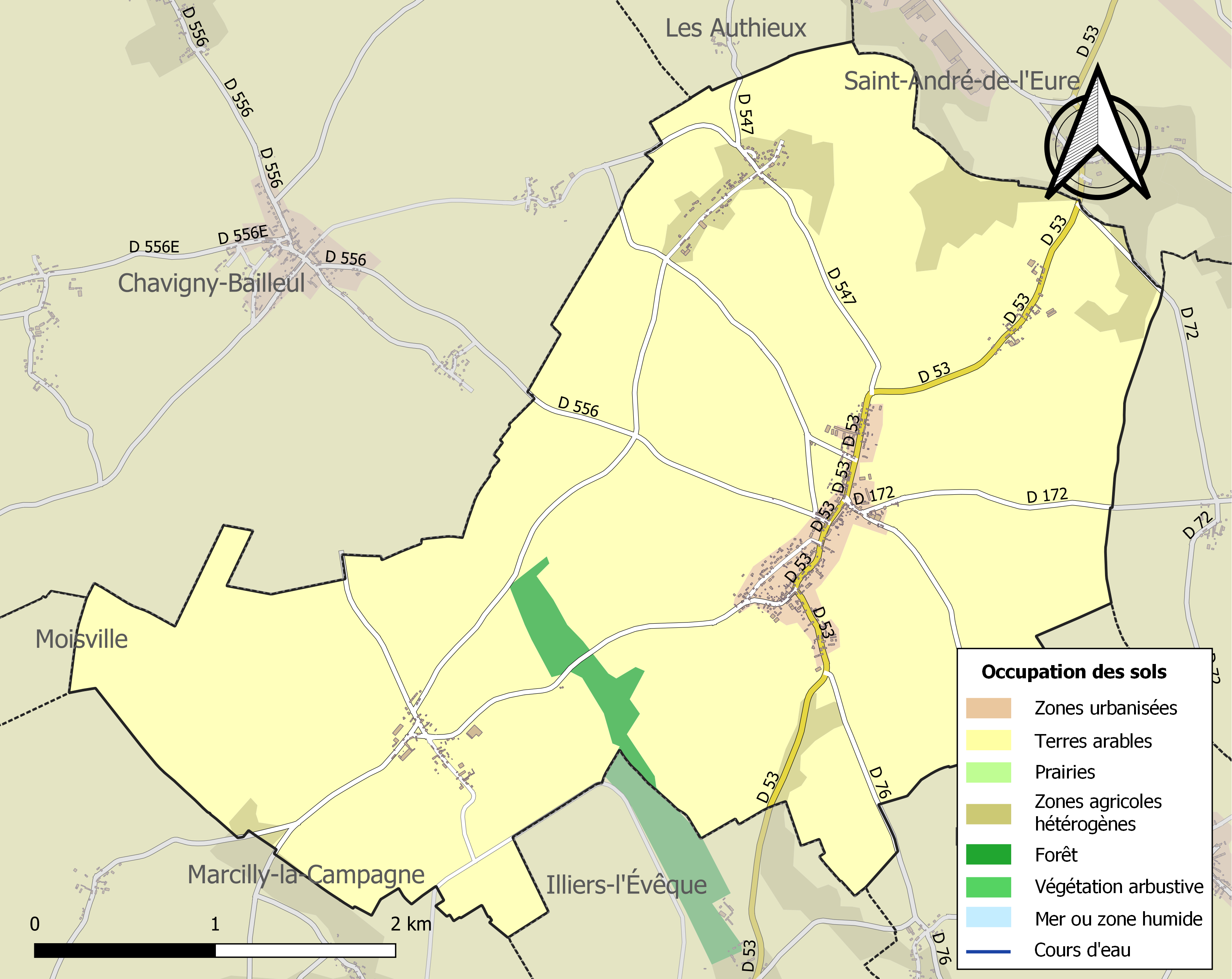
Carte des infrastructures et de l'occupation des sols de la commune en 2018 (CLC).

## Toponymie
Le nom de la localité est attesté sous les formes Coldrie en 1157 (charte de Rotrou, évêque d’Évreux), Coudre en 1230 (cartulaire de l’Estrée), de Codris, de Coldres en 1215.
Du pluriel tardif, issu de la langue d'oïl *coldrie, « ensemble de noisetiers » .

## Histoire
Coudres est située sur la grande voie romaine de Dreux à Evreux à la frontière entre les anciens pagus de ces deux villes. Le partage de 911, rattache le site à la Normandie.
Au Xe siècle, Coudres, Illiers-l’Evêque et Marcilly-la-Campagne faisaient partie de l’ancien douaire de Liutgarde de Vermandois lorsqu'elle épousa Guillaume Longue-Epée mais qui sera récupéré par la lignée de son second époux Thibaud le Tricheur qui voulait étendre son influence au nord de Chartres. L'église Saint-Martin de Coudres devint alors un prieuré de l’abbaye ligérienne de Bourgueil,
La région du Drouais au Nord de la rivière Avre (et donc appartenant au duché de Normandie) fut accordée vers 1004 par le duc Richard II de Normandie comme dot pour le mariage de sa sœur Mahaut (Mathilde) au comte Eudes de Chartres (Eudes II de Blois). Sa sœur mourut sans héritier quelques années après, et donc le duc rappela que la terre accordée en dot lui revenait de fait. Ce que contesta catégoriquement le comte Eudes.
La guerre qui s'ensuivit (1008-1014) prit fin par le traité de paix de Coudres. Ainsi, en 1014, un traité fut signé au prieuré de Saint-Martin de Coudres entre les protagonistes et sous la suzeraineté du roi de France Robert le Pieux. Eudes II conserva la forteresse de Dreux, mais le comté de Dreux, devait rester distinct de celui de Chartres dans sa dévolution. Richard II conserva le château de Tillières-sur-Avre et la partie septentrionale de l'Avre, sans intervention ni médiation du comte de Dreux.

## Politique et administration
| Période                                  | Période  | Identité       | Étiquette | Qualité              |
| ---------------------------------------- | -------- | -------------- | --------- | -------------------- |
| mars 2001                                | 2014     | Bernard Lozier |           |                      |
| mars 2014                                | En cours | Raymond Cissey | DVG       | Agriculteur retraité |
| Les données manquantes sont à compléter. |          |                |           |                      |

## Démographie
L'évolution du nombre d'habitants est connue à travers les recensements de la population effectués dans la commune depuis 1793. Pour les communes de moins de 10 000 habitants, une enquête de recensement portant sur toute la population est réalisée tous les cinq ans, les populations de référence des années intermédiaires étant quant à elles estimées par interpolation ou extrapolation. Pour la commune, le premier recensement exhaustif entrant dans le cadre du nouveau dispositif a été réalisé en 2007.

En 2022, la commune comptait 541 habitants, en évolution de −1,46 % par rapport à 2016 (Eure : −0,25 %, France hors Mayotte : +2,11 %).
| 1793 | 1800 | 1806 | 1821 | 1831 | 1836 | 1841 | 1846 | 1851 |
| ---- | ---- | ---- | ---- | ---- | ---- | ---- | ---- | ---- |
| 645  | 749  | 603  | 649  | 607  | 570  | 564  | 596  | 589  |

| 1856 | 1861 | 1866 | 1872 | 1876 | 1881 | 1886 | 1891 | 1896 |
| ---- | ---- | ---- | ---- | ---- | ---- | ---- | ---- | ---- |
| 576  | 547  | 494  | 491  | 475  | 468  | 457  | 468  | 454  |

| 1901 | 1906 | 1911 | 1921 | 1926 | 1931 | 1936 | 1946 | 1954 |
| ---- | ---- | ---- | ---- | ---- | ---- | ---- | ---- | ---- |
| 444  | 434  | 436  | 411  | 392  | 394  | 377  | 393  | 427  |

| 1962 | 1968 | 1975 | 1982 | 1990 | 1999 | 2006 | 2007 | 2012 |
| ---- | ---- | ---- | ---- | ---- | ---- | ---- | ---- | ---- |
| 409  | 363  | 330  | 359  | 447  | 454  | 502  | 509  | 538  |

| 2017 | 2022 | - | - | - | - | - | - | - |
| ---- | ---- | - | - | - | - | - | - | - |
| 552  | 541  | - | - | - | - | - | - | - |

## Culture locale et patrimoine

### Lieux et monuments
L'église Saint-Martin,  Inscrit MH (1999).

### Héraldique
| Blason de Coudres | Blason  | Écartelé en sautoir : au 1er de gueules à un léopard d'or armé et lampassé d'azur, au 2e d'argent à une coquerelle versée de gueules, les involucres de sinople, au 3e d'argent à deux clés de sable passées en sautoir, au 4e d'azur à une épée basse d'argent posée en barre et supportant un manteau d'or posé en bande. |
| Blason de Coudres | Détails | Le léopard d'or des armoiries de Coudres rappelle les armoiries de la Normandie. Le statut officiel du blason reste à déterminer. |